# V. legija Alaudae
Peta legija Alaudae (latinsko Legio quinta Alaudae, tudi Alauda ali Alaudarum), poznana tudi kot Galska, rimska legija, ki jo je leta 52 pr. n. št. v Galiji ustanovil Gaj Julij Cezar in vanjo vključil lokalno galsko prebivalstvo. Njen simbol je bil slon, njen nadimek pa Alaudae – Škrjanci, ki so ga dobili po značilnih galskih perjanicah na čeladah, ki so jim je dajale videz škrjancev. 
Emblem slona je dobila leta 46 pr. n. št. za nagrado za hrabrost, ko je v bitki pri Tapsu odbila napad slonov. 
V. galska je bila prva rimska legija, sestavljena iz provincijskih vojakov. Cezar je vojake plačeval iz lastnih finančnih virov, kasneje pa jo je priznal tudi rimski senat. Legija se je do leta 49 pr. n. št. vojskovala v galskih vojnah kot ena od najpogumnejših Cezarjevih legij in bila zatem premeščena na Iberski polotok.  Od leta 41 do 31 pr. n. št. je služila Marku Antoniju in se morda bojevala v bitki pri Akciju. Po Antonijevem samomoru se je leta 30 pr. n. št. vključila v Avgustovo armado.  
Leta 14 n. št. je bila soudeležena v uporu na Renu.
V batavijskem uporu leta 70 je utrpela velike izgube. 
Leta 92 so Dačani v prvi bitki pri Tapi V. legijo uničili in ubili njenega poveljnika, pretorijanskega prefekta Kornelija Fuska.

## Sklic
1. ↑  Tacit, Anali, 1.45.

## Vira
- B.W. Jones (1992), The Emperor Domitian, Routledge.
- H.M.D. Parker (1971). The Roman Legions. Cambridge, W. Heffer & Sons LTD. str. 110. ISBN 0852700547.